# Étrivière

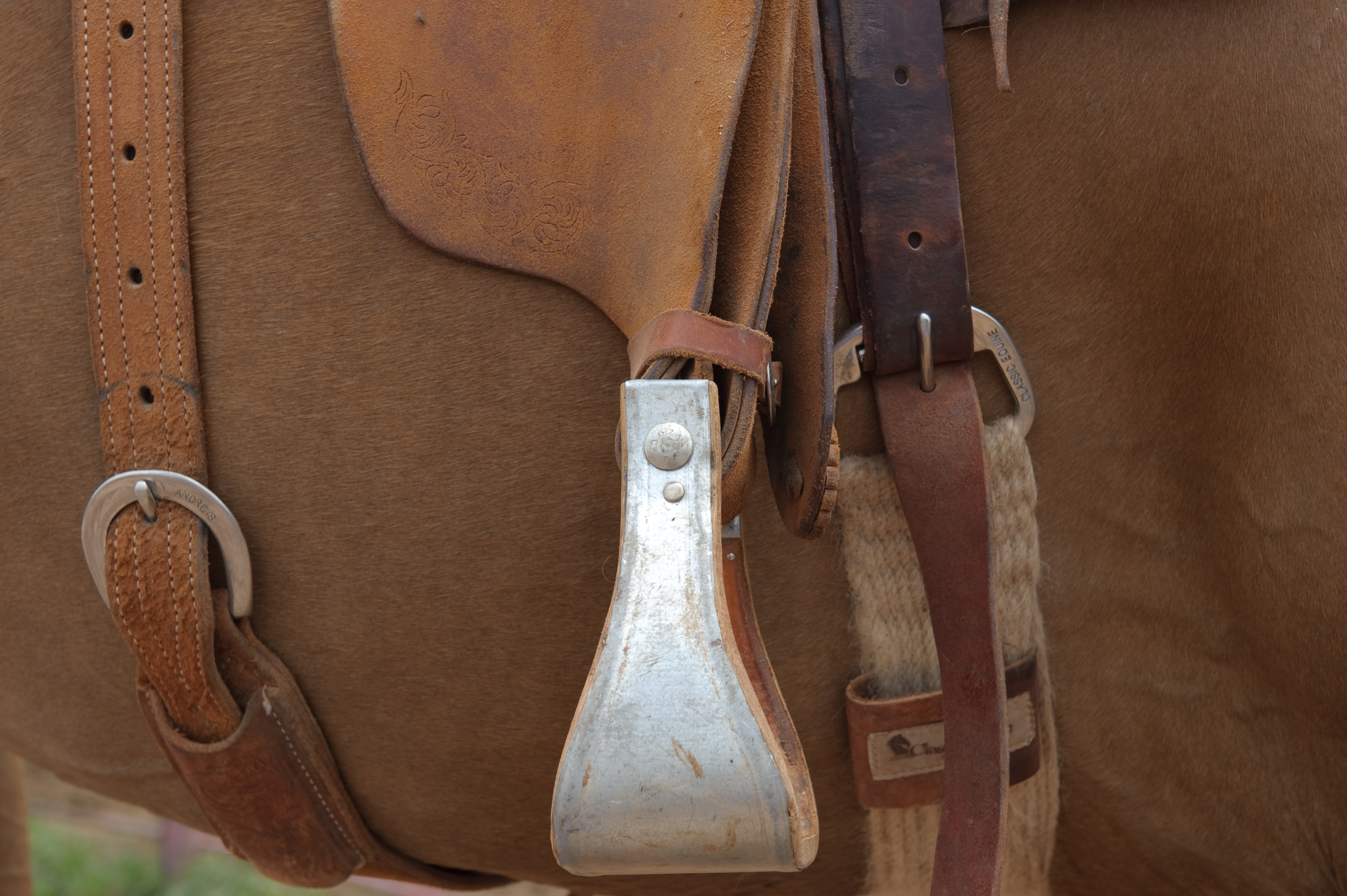
étrivière en cuir portant un étrier

 (mai 2015).
Si vous disposez d'ouvrages ou d'articles de référence ou si vous connaissez des sites web de qualité traitant du thème abordé ici, merci de compléter l'article en donnant les références utiles à sa vérifiabilité et en les liant à la section « Notes et références ».
L'étrivière est, en équitation, une pièce souvent en cuir reliant la selle à l'étrier. Elle se referme sur elle-même. Elle possède une boucle et des trous pour pouvoir attacher la boucle de l'autre côté. L'étrivière est attachée au couteau de la selle et passe dans un trou dans l'étrier. Elle est réglable : en rapprochant la boucle de la selle, la longueur est raccourcie et inversement.
L'étrivière est une des parties les plus fragiles de la selle car elle subit de fortes tensions, notamment en saut d'obstacles ou en cross. Il est donc prudent de bien vérifier les deux coutures de ces dernières. Les étrivières peuvent aussi se casser au niveau de la boucle qui cisaille le cuir si elle possède des bords trop carrés. Pour éviter ce phénomène, les étrivières de bonne qualité possèdent des boucles à bords arrondis.
Les étrivières en cuir non doublées, réalisées dans du cuir non prévu à cet effet, de par les fortes tractions qu'elles subissent, s'allongent peu à peu. Il est donc recommandé de les raccourcir régulièrement pour conserver la même longueur. Ce procédé est toutefois déconseillé, car les étrivières ne s'allongent pas de la même longueur; cela est dû au fait que le poids du cavalier peut ne pas être réparti sur les étrivières de la même façon d'un côté par rapport à l'autre, et que le cuir d'une étrivière se comporter différemment d'une étrivière l'autre. Le fait de couper les étrivières ne règle pas le problème des trous qui risquent de ne plus être au même niveau sur les deux sangles. Pour éviter l'inconvénient du rallongement des étrivières au cours du temps, il existe des modèles doublés d'un tissu en nylon.
Pour éviter que les étrivières en cuir ne s'allongent, il faut qu'elles soient fabriquées dans un cuir pré étiré, tanné chrome et fini au tannage végétal. Le fait de pré étirer le cuir dans une machine à cet effet, permet à l'étrivière de conserver sa longueur initiale, l'étirement ayant été pratiqué artificiellement. De ce fait, l'étirement dû aux contraintes des sauts, tant à l'obstacle qu'en cross, est quasiment nul. La boucle est cousue à trois coutures, et avec ce type de cuir, il est superflu de renforcer l'étrivière par de la sangle en nylon. La sangle nylon est utilisée avec des cuirs qui n'ont pour rôle que d'habiller la sangle, et c'est le nylon qui encaisse les efforts et non le cuir.